# Románské domy v Praze

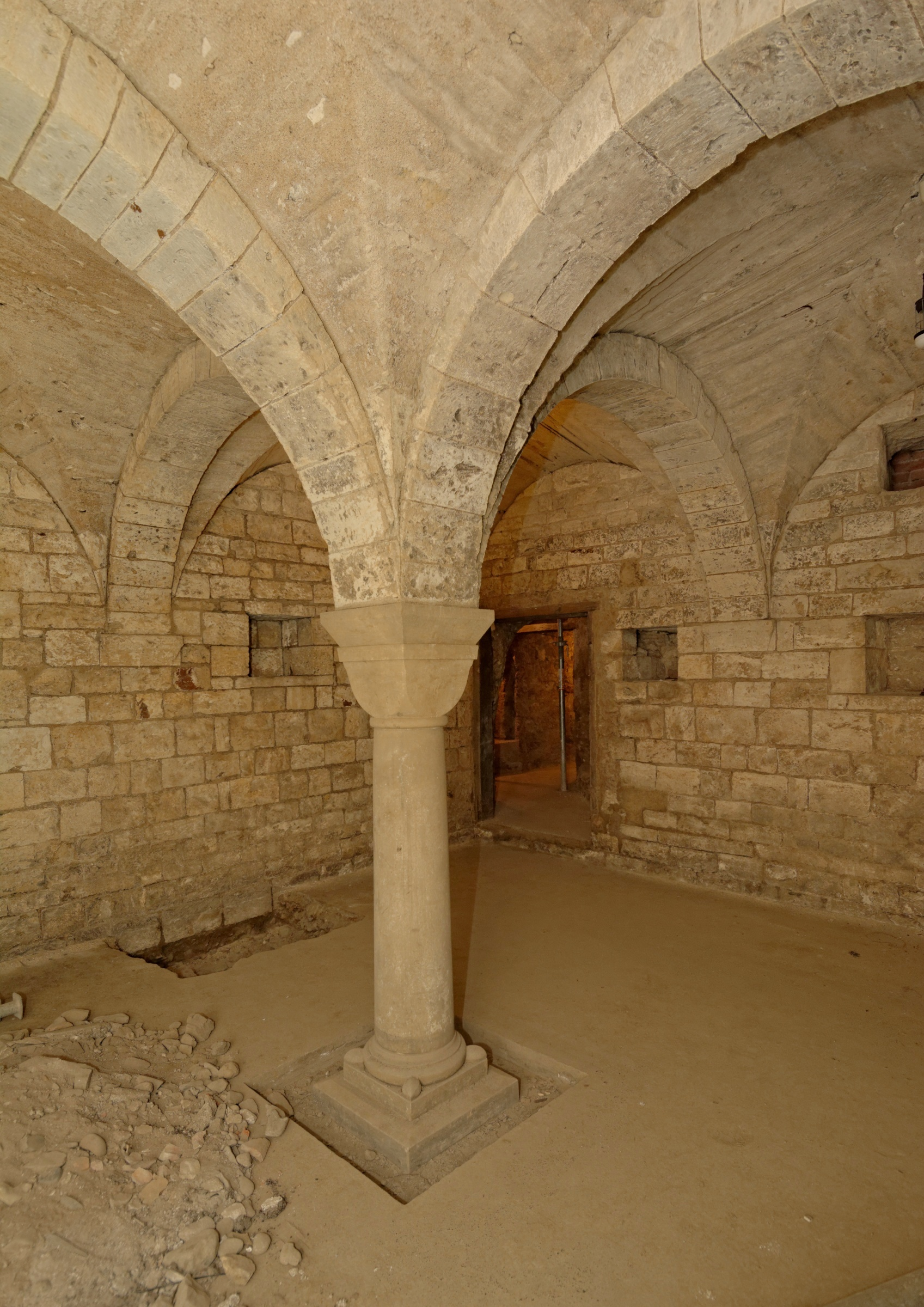
Andělská kolej, románský dům částečně zbořený při pražské asanaci

Románské domy v Praze jsou kvádříkové obytné stavby, které vznikly převážně v 2. polovině 12. století a v 1. polovině 13. století hlavně na Starém Městě pražském a jednotlivě i na Malé Straně. Celkem se jedná o několik desítek domů (poslední publikace uvádějí přibližný počet 63). V rámci raně středověkých měst širší střední Evropy se jedná o výjimečný fenomén, protože v tak velkém soustředění se v této době kvalitní kamenné měšťanské domy vyskytují jen v Řezně. Pouze ojediněle se objevují kamenné domy v bohatých královských městech, např. v Kutné Hoře nebo Chebu.

## Podoba domů
Domy jsou postaveny na typických úzkých parcelách středověkého města, s tím, že po straně budovy je vždy ponechán prostor pro vjezd do zadní části parcely, kde se nacházel dvůr či malá zahrada s hospodářskými budovami nebo studnou. Domy bývaly často dvou- či třípodlažní, přízemí bylo zahloubeno až do hloubky 2 metrů. Uvažuje se, že se jedná o kompoziční pozůstatek ještě z provizorní polozemnicové výstavby (viz město). Přízemí mělo vchod ze zadní části dvora, svůj vlastní vchod v podobě asi schodiště přistavěného k vnější zdi měla i vyšší patra. Většina oken byla orientována také do dvora, takže z ulice či náměstí takový dům musel vypadal jako menší pevnost.
Uvažuje se, že přízemní část sloužila jako skladiště a zároveň prostor k obchodním transakcím, v prvním, respektive v druhém patře byly soukromé místnosti, kde bydlela rodina.

## Majitelé
Dlouho zůstávalo nejasné, kdo byli majitelé těchto přepychových domů (v literatuře se o nich píše jako o „sociální vrstvě majitelů kamenných domů“). V písemných pramenech o nich dlouho není žádná zmínka, až v 2. polovině 14. století a na počátku 15. století se zmiňují majitelé domů na Starém Městě pražském, většinou se jedná o německá jména.
V podstatě se zvažují tři možnosti. Buď se jedná o dvorce šlechty, která přece musela mít vlastní sídlo v hlavním městě království (Moutvic), nebo jsou to domy starého patriciátu, a nebo se jedná o sídla cizích kupců a peněžníků, o kterých je z písemných pramenů známo, že v Praze sídlili. Většina historiků a archeologů se dnes přiklání k této třetí možnosti jako k nejpravděpodobnější.